# Daniel Rojo Bonilla
Daniel Rojo Bonilla   (Barcelona, 2 de desembre de 1962), també conegut com a Dani el Rojo o El Millonario, és un antic gàngster barceloní. Va ser un actiu delinqüent des de mitjans de la dècada dels 70 fins a finals dels 90, i va complir 15 anys d'empresonament. Segons els relats posteriors de la seva vida criminal, que han popularitzat mediàticament la seva figura, va atracar uns 150 bancs amb un botí total equivalent a 60 milions d'euros.

## Orígens
Va néixer a Barcelona en una família treballadora i d'un barri popular de la ciutat. Entre els 8 i 10 anys ja tenia aquestes necessitat de robar que el caracteritza. Era un acte instintiu i en cap moment se'l va educar per a dur a terme aquestes accions. Amb 11 anys va començar a entrar en el món de les drogues i a formar part de grups on feien malifetes. Entre els 11 i 15 anys el van fer fora de diverses escoles i el van portar en un centre especial. Allà va conèixer a diversos membres del seu grup d'aleshores. Amb aquests va començar a provar tot tipus de drogues i a fer gamberrades més greus.
Amb 15 anys va realitzar el seu primer atracament en un estanc, va robar 14.000 pessetes i va fugir en motocicleta. Els seus pares el van fer fora de casa i necessitava molts diners. En necessitava per a comprar coca, heroïna, aliment, vivenda i roba. Durant 6 mesos va estar atracant entre 3 i 5 petits establiments diaris.

## Criminal menor d'edat
L'ambició i la dependència a les drogues el van portar amb 16 anys a robar el seu primer banc. Dels 16 als 17 formava part d'una banda i es dedicaven a atracar bancs. Eren quatre: un xofer i tres atracadors. El xofer esperava fora amb el cotxe per tal de marxar ràpidament, dos dels atracadors es vestien de dona i immobilitzaven als guàrdies i en Dani s'encarregava de mantenir tranquils als civils. Duraven entre 1 i 2 minuts i podien atracar fins tres bancs del mateix carrer. La policia arribava molt lentament i això els permetia robar amb més facilitat. El grup guanyava uns dos milions de pessetes a la setmana i ho gastava tot al cap de setmana. Entre totes les drogues que prenien i l'adrenalina que segregaven dormia 3 hores diàries. Va formar part d'aquesta banda la voltant d'un any i mig.
No va poguer continuar degut a que va contraure una hepatitis que va fer que s'hagues d'estar a casa un temps. Al poc temps de curar-se va decidir anar a treballar a una discoteca, on per sorpresa, es va trobar amb antics companys. El fet de tornar a treballar el va acostar una mica més al seu pare, encara que la seva família no sabia que en Dani portava una vida de criminal. Un dels directors de la discoteca formava part de la mafia espanyola i la gent que es movia per aquella zona va proporcionar al Dani les condicions necessàries per a tornar a atracar bancs. De fet va començar a robar a bancs de més importància i on s'hi trobaven molts més diners. L'any 1979 va atracar tot sol un banc d'on hi va treure 11.800.000 pessetes. Els caps de la discoteca se'n van assabentar d'aquest el van deixar entrar en un grup de 6 criminals que es dedicaven a atracar bancs. Eren atracadors molt experimentats amb els que contava amb millor material i condicions per a robar els bancs amb més diners d'Espanya. Va formar part d'aquest grup dels 17 anys als 19, quan el van atrapar i el van enviar 3 anys a la presó.

## Criminal professional de bandes
La presó en aquella època era un caos, però si tenies diners podies menjar i viure més o menys bé. És per això que el Dani va passar una època còmoda dins del que implica la prohibició de la llibertat. Consumia molta droga i menjava molt bé. En aquella època si pagaves estava permès que et portessin menjar d'un restaurant.
Després de pagar la condemna, l'any 1984 va decidir renunciar a treballar per la màfia espanyola i va entrar a treballar a la empresa del seu germà. Era una empresa que es dedicava a la construcció de tobogans. Al cap de poc temps va entrar en contacte amb la màfia italiana gràcies a contactes que havia fet dins la presó. S'hi va associar i va començar a encarregar-se de controlar la droga que entrava a Espanya i feia diverses coses que li demanaven.
Aquell mateix any, juntament amb 14 contactes que havia fet dins la presó, va estar durant 6 mesos planejant un atracament al Banco Central Hispanoamericà. El grup es va endur al voltant de mil milions de pessetes. Van fer un túnel des d'una casa que havien llogat fins a la càmera acorassada del banc. Van aprofitar el pont de la constitució de 3 dies de festa per a fer l'atracament. Un cop dins van estar 24 hores amb la llançes tèrmiques per entrar dins la càmera i allà van robar 700 caixes on hi havia diners i joies. Ell es va emportar 180 milions de pessetes. A partir d'aquell moment va començar a portar un ritme de vida de gàngster milionari. Prenia molta droga, molt alcohol, gastava molts diners en joies, cotxes, etc.

## Criminal en solitari
El Nadal del 1984 va tornar a caure pres i el van condemnar a 7 anys de presó. L'any 1985 li van detectar sida i quan va sortir el 1989 li van donar un any de vida si no deixava la droga. Va decidir no deixar la vida de delinqüent i seguir atracant bancs, però ho feia tot sol. Recopilava informació i atracava el banc, poc a poc va anar creant el seu modus operandi. Durant aquells dos anys es va guanyar al sobrenom de “El Millonario”. Va ser l'època on més diners va guanyar, més droga va prendre i més bancs va atracar. Atracava quatre bancs al mes i guanyava 8 milions de pessetes al mes. L'any  1990 li van inculpar l'intent d'homicidi de dos policies i el van començar a buscar molt exhaustivament. En aquell moment va contactar amb un contacte a Colòmbia i hi va anar durant el Nadal. Allà va estar amb gent del Pablo Escobar i estava molt protegit. Va marxar amb 180.000 dòlars i va tornar al gener del 91 amb 100 dòlars.
Quan va tornar, va seguir atracant bancs amb una banda de atracadors experts. Feien atracaments de gran mida. Aleshores van fer un atracament junt amb més bandes de 500 milions de pessetes. Entre bandes es van barallar i amb tot l'embolic ell es va acabar emportant-se 120 milions.

## Recaiguda a la presó
Poc després el van detenir i va entrar a la presó amb 80 milions de pessetes. L'enganxen ja que comet el gran error d'anar a visitar a la seva mare, la policia l'estava esperant. Al tornar a entrar a la presó ja va entrar amb una mentalitat diferent, amb la intenció de sortir de les drogues i de la presó i reinserir-se en la societat. El problema era que l'havien condemnat a 32 anys de presó. Va deixar de cop de prendre coca i va passar a només prendre heroïna. Com va fer un canvi de mentalitat i tenia estudis de altres estades a la presó en les quals va fer la carrera de psicologia, els funcionaris el van començar a intentar convèncer de que deixes la droga. Va entrar en un pla de reinserció i va passar 18 mesos en una granja per tal de deixar la droga. Quan va deixar les drogues va tornar a la presó per un període de 4 anys. Però podia sortir de dia per anar a treballar i alguns caps de setmana els tenia lliures i podia sortir. Feia treballs molt durs de mà d'obra i no cobrava res. Es va poguer demostrar a si mateix i als funcionaris que l'ajudaven que era capaç de no drogar-se i de mantenir una vida normalitzada. Ho va aconseguir i finalment va sortir lliure de la presó.

## Vida post criminal
Aleshores al cap de poc va trobar a la que actualment és la seva dona, amb ella s'ha casat i ha tingut dos fills. Ella li va ensenyar que es pot viure d'un sou baix i que la por que tenia ell de viure amb menys diners era una por absurda. També al poc temps de sortir de presó es va trobar amb un amic que li va aconseguir un estatus en el món dels xòfers i dels agents de seguretat. Va començar a treballar d'això i va ser l'agent personal  de grans personatges com Rosario Flores, Enrique Bunbury, Andrés Calamaro, Antonio Carmona, Paulina Rubio, Lionel Messi i diversos personatges públics. L'any 2008 li van detectar un càncer de fetge i va haver de deixar de treballar. Conjuntament amb Lluc Oliveras, ha relatat la seva vida en els llibres Mi vida en juego (2005), Confesiones de un gánster de Barcelona (2010) i El gran golpe del gángster de Barcelona (2011).